# 아사히 항양

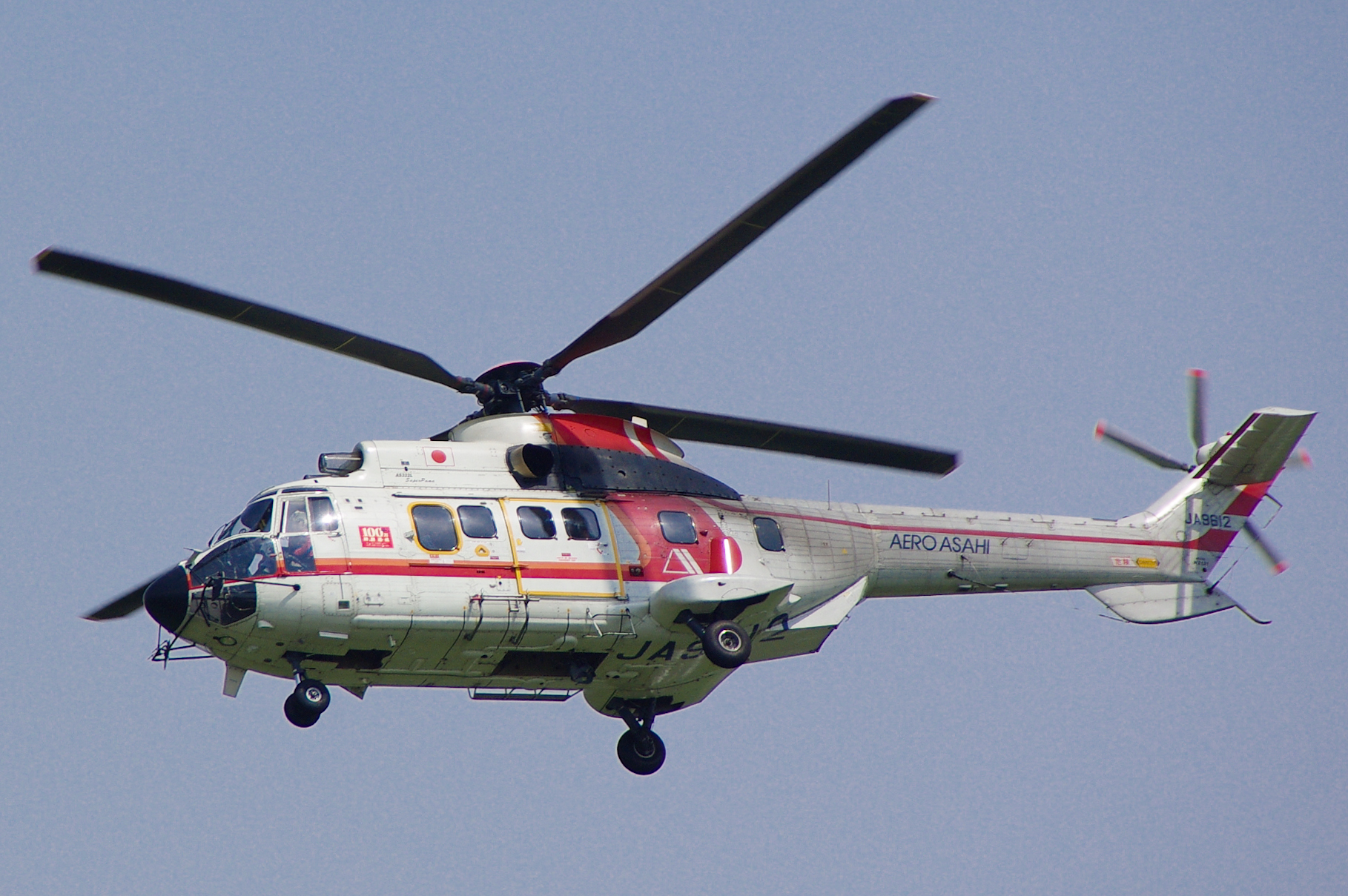

아사히항양주식회사 (朝日航洋株式会社, AeroAsahi)는 일본의 항공기산업 회사이다. 고정익 비행기와 헬리콥터, 그리고 다양한 항공 서비스를 제공한다. 이 회사난 일본에서 가장 큰 헬리콥터 운영사이다.

## 닥터헬기
이 회사는 일본의 "닥터헬리(Doctor-Heli)" 응급 의료 서비스 망을 위한 항공 의료 서비스의 일부를 제공하고 있다